# 天鵝座κ流星雨
天鹅座κ流星雨(kappa cygnids)是每年7月26日至9月1日发生在天鹅座天区的流星雨，极大期大概在8月18日左右，ZHR值约为6，辐射点位于赤经291.5度，赤纬+53.0度（天鹅座κ）附近。
天鹅座κ流星雨似乎有周期性爆发的特点，在某些年份其ZHR值可以达到20以上，但在某些年份却没有观测到，具体原因目前仍无法回答。天鹅座κ流星雨多为中等速度的流星，颜色大多为青白色，平均亮度约为3等。。